# Heinrich Teuscher
Heinrich (Henry) Teuscher (Berlín, 8 de mayo de 1891 - Toronto, 9 de agosto de 1984) fue un galardonado arquitecto paisajista, horticultor, botánico alemán; reconocido por haber diseñado el Jardin Botanique de Montreal, y su primer curador.

## Honores
En 1953, Teuscher ganó el "Galardón AHS Profesional" de American Horticultural Society, y en 1962 el Liberty Hyde Bailey y en 1978, el del Mérito de la American Public Gardens Association. También recibió la Cruz de Hierro.

### Epónimos
El género de orquídeas Teuscheria Garay fue nombrada en su honor.
- La abreviatura «Teusch.» se emplea para indicar a Heinrich Teuscher como autoridad en la descripción y clasificación científica de los vegetales.[5]